# Joan Brady
Joan Brady (1950) es una novelista estadounidense.

## Biografía
Brady se cría en el estado de Nueva Jersey, donde estudió en un colegio católico. El colegio era de disciplina dura y a ella le hacían tener el sentimiento de culpabilidad además de tener miedo a Dios. 
En 1963, ganó un concurso por el relato de una historia. Estudió y se licenció en ciencias, concretamente en la profesión de enfermería en el colegio de William Paterson en 1972. Trabajó en un hospital ejerciendo su profesión y observó en sus pacientes la fuerte creencia en Dios y cómo ellos tenían más fuerzas para seguir adelante a pesar de sus enfermedades, dolores, etc. que aquellos que no creían en nada. A partir de ahí reflexiona sobre su vida y empieza a escribir sobre sus problemas personales y los resuelve mediante esos libros escritos. Esto es una fuente de ideas para todo lo que ella escribiría más adelante.
Ella se preguntó en una ocasión: si ella fuese Dios y se tuviera que convencer de que Dios existe, qué haría. De ahí surge el libro de Dios vuelve en una Harley, publicado en 1995 y del que tuvo un enorme éxito en los Estados Unidos llegando a vender más de un millón de ejemplares. Este libro trata sobre la vida de una mujer que, en su momento más bajo, decide retomar su vida y trabajo tras haber huido en el pasado de su ciudad por fracasos sentimentales. La obra está centrada en la aparición de una persona que cambiará su vida para siempre, el mismísimo Dios, bajo la apariencia de un motero, y de como a través de conversaciones ella va descubriendo su fuerza interior y va desechando las cosas superfluas de su vida.
Reside en San Diego.

## Obra

### Algunas publicaciones
- DIOS VUELVE EN UNA HARLEY (1995)
- DIOS EN UNA HARLEY: EL REGRESO (2002)
- TE AMO, NO ME LLAMES (2004)
- EN LLAMAS (2005)
- HASTA EL CIELO (2005)
- EL REGRESO (16/06/2005)
- BLEEDOUT (2005)
- CUANDO TÚ ESTAS AQUÍ (22/01/2007)
- VENOM (2011)
- LA BALADA DE LOS ELEFANTES (13/06/2012)
- LOS AMANTES DE GIBRALTAR (12/06/2013)
- UN ÁNGEL EN UNA HARLEY (19/11/2014)